# Patrick Schenk
Patrick Schenk (* 8. Februar 1968 in Mutlangen) ist ein deutscher Politiker (AfD). Seit 2024 ist er Abgeordneter im Hessischen Landtag.

## Leben
Schenk legte 1988 das Abitur an der Max-Beckmann-Schule (Frankfurt am Main) ab und studierte von 1989 bis 1995 Rechtswissenschaften und Geschichte an der Universität Frankfurt am Main. Nach dem 1. Staatsexamen absolvierte er von 1996 bis 1998 das Referendariat in Frankfurt und Mainz und legte das 2. Staatsexamen ab.
Von 1999 bis 2001 arbeitete er als Rechtsanwalt Frankfurt am Main und von 2001 bis 2023 als Aufgabenleiter/Angestellter bei der Fraport AG. Er ist verheiratet.
Patrick Schenk ist der Sohn des langjähriger Co-Moderator des ZDF-Magazins Fritz Schenk.

## Politik
Von 1996 bis 2010 war er Mitglied der CDU und für diese Ortsbeirat und Stadtverordneter. Zwischen 2011 und 2020 gehörte er der rechtspopulistischen Wählergemeinschaft Bürger für Frankfurt (BFF) an und war für diese Stadtverordneter. 2018 wurde er Mitglied der AfD und war dann für diese Mitglied der Stadtverordnetenversammlung der Stadt Frankfurt am Main und Fraktionsvorsitzender.
Bei der Landtagswahl in Hessen 2023 wurde er auf Platz 8 der AfD-Landesliste in den Landtag gewählt, dem er seit dem 18. Januar 2024 angehört. Im Landtag ist er Vorsitzender des Rechtspolitischen Ausschusses und Mitglied im Haushaltsausschuss, Richterwahlausschuss, Wahlausschuss zur Wahl der richterlichen Mitglieder des Staatsgerichtshofs, im Unterausschuss für Finanzcontrolling und Verwaltungssteuerung und im Landesschuldenausschuss.